# Компјењ
Компјењ (фр. Compiègne) насеље је и општина у северном делу Француске, у региону Пикардија, у департману Оаза која припада префектури Компјењ.
По подацима из 2011. године у општини је живело 39.517 становника, а густина насељености је износила 744,2 ст/km². Општина се простире на површини од 53,10 km². Налази се на средњој надморској висини од 41 метар (максималној 134 m, а минималној 31 m).

## Демографија
| 1962.  | 1968.  | 1975.  | 1982.  | 1990.  | 1999.  | 2006.  | 2011.  |
| ------ | ------ | ------ | ------ | ------ | ------ | ------ | ------ |
| 24.427 | 29.700 | 37.699 | 40.384 | 41.896 | 41.254 | 42.036 | 39.517 |